# Popielec (powieść)
Popielec – polska powieść Włodzimierza Kłaczyńskiego z 1981 roku.

## Treść
Fabuła powieści Włodzimierza Kłaczyńskiego pt. "Popielec", opublikowanej w 1981 roku, osadzona została w podkarpackiej wsi podczas II wojny światowej i w okresie powojennym. Autor przedstawił losy Józia Garstki. Józiu z wujem Półpankiem, mając kryminalną przeszłość, ukrywają się u rodziny Płonków, gdzie młody mężczyzna wdaje się w romans z żoną gospodarza. By uniknąć schwytania, wuj proponuje przyłączenie się do partyzantki. W czasach, w których Niemcy zaostrzają terror, a za pomoc Żydom grozi kara śmierci, bohaterowie biorą udział w akcjach sabotażowych i potyczkach z okupantami. W powieści ukazane zostały różnorodne reakcje mieszkańców Podkarpacia: od kolaboracji po opór. Kłaczyński ukazał moralne dylematy doby wojny, m.in. czy narażać życie rodziny, ukrywając Żydów.

## Ekranizacja
Na kanwie powieści powstał w 1982 roku dziewięcioodcinkowy serial Telewizji Polskiej pod tym samym tytułem. Adaptatorami na potrzeby ekranu byli Wiesław Myśliwski i reżyser Ryszard Ber.